# Функция Растригина
Функция Растригина для 2 переменных
Функция Растригина — невыпуклая функция, используемая для тестирования эффективности алгоритмов оптимизации, типичный пример нелинейной мультимодальной функции. Предложена в 1974 году Леонардом Растригиным (1929—1998) как функция двух переменных и в 1991 году была обобщена на высшие размерности. Нахождение минимума этой функции является достаточно трудной задачей из-за большой области поиска и большого количества локальных минимумов.
Определение функции:
{\displaystyle f(\mathbf {x} )=An+\sum _{i=1}^{n}\left[x_{i}^{2}-A\cos(2\pi x_{i})\right]},
где {\displaystyle A=10} и {\displaystyle x_{i}\in [-5.12,5.12]}. Глобальный минимум в точке {\displaystyle \mathbf {x} =\mathbf {0} }, где {\displaystyle f(\mathbf {x} )=0}.